# Дитрих VIII
Дитрих VII/IX (нем. Dietrich VII/IX, нидерл. Diederik IX, фр. Thierry VIII de Clèves; ок. 1291 — 17 июля 1347) — граф Клеве с 1310 года. Сын Дитриха VI/VIII Клевского и Маргариты Габсбургской.

## Биография
В 1310 году наследовал своему единокровному брату Оттону, у которого не было сыновей.
Как и его предшественники, враждовал и вёл феодальные войны с графами Марка, Берга и архиепископами Кёльна, в результате лишился части территорий.
В 1332 году получил в наследство от своего родственника Дитриха III де Луфа сеньорию Хюльхрат.
Во внутригерманских делах поддерживал короля Людовика IV Баварского.
Первым браком (7 мая 1308 года) Дитрих был женат на Маргарите Гельдернской (1290—1331), дочери графа Райнальда I. Дочери:
- Елизавета (1309—1382), первый муж — Герхард ван Ворн, бургграф Зеландии (ум. 1337), второй муж — Оттон II Гессенский;
- Маргарита (ум. не ранее 1348), с 1332 г. жена Адольфа II де Ла Марка.
- Мария, упом. в 1333.

Не позднее 1340 года Дитрих вторым браком женился на Марии Юлихской (ум. ок. 1353), вдове Генриха II фон Фирнебурга, дочери графа Юлиха Герхарда V. О детях ничего не известно.
Поскольку Дитрих сыновей не оставил, ему наследовал брат — Иоганн. Его вдова в 1350 г. третьим браком вышла замуж за Конрада фон Заффенберга.